# Ricco Groß
Ricco Groß (* 22. August 1970 in Schlema) ist ein ehemaliger deutscher Biathlet und heutiger Biathlontrainer. Zuletzt betreute er bis 2024 die slowenische A-Nationalmannschaft der Frauen und Männer.

## Leben

### Karriere

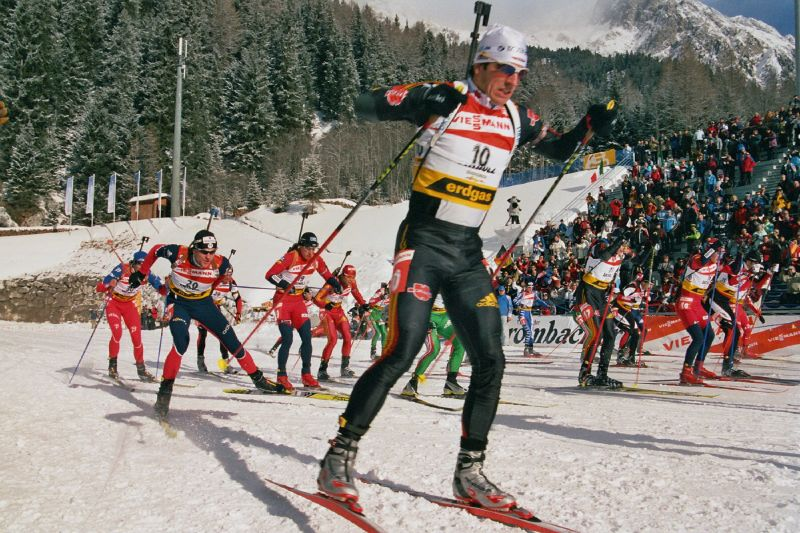
Ricco Groß in Antholz 2006

Ricco Groß war seit 1983 im Biathlonsport aktiv und seit 1990 Mitglied der deutschen Nationalmannschaft. Bis 1991 trainierte er bei der SG Dynamo Zinnwald, seit 1991 war er, zuletzt im Rang eines Hauptfeldwebels, in der Sportfördergruppe der Bundeswehr in Bischofswiesen und trainierte beim Ski Club Ruhpolding.
Bei Olympischen Winterspielen wurde Groß mit der deutschen Biathlonstaffel zwischen 1992 und 1998 dreimal in Folge sowie 2006 Olympiasieger, in Einzelrennen gewann er zwei Silber- und eine Bronzemedaille. Damit ist Ricco Groß neben Sven Fischer der erfolgreichste männliche deutsche Athlet bei Olympischen Winterspielen.
Weiterhin wurde Groß insgesamt neunmal Weltmeister, davon fünfmal mit deutschen Staffeln. Seine letzten Erfolge bei Weltmeisterschaften waren die zwei Weltmeistertitel bei den Biathlon-Weltmeisterschaften 2004 in Oberhof. In der Saison 1997/98 wurde er Zweiter und 2002/03 sowie 2003/04 jeweils Dritter im Gesamtweltcup.
Im März 2007 beendete Ricco Groß seine sportliche Karriere und begann mit einer Trainerausbildung an der Trainerakademie Köln des DOSB, die er 2010 erfolgreich abschloss. Parallel dazu war er ab der Biathlon-Weltcupsaison 2007/08 bis zum Ende der Saison 2009/10 Experten-Kommentator bei der ARD. Er begleitete dort vor allem die Herrenrennen, während Uschi Disl die gleiche Funktion für die Damenrennen übernahm. Disl und Groß lösten in dieser Funktion Magdalena Forsberg ab.

### Trainerlaufbahn
Nach dem Ende seiner Ausbildung übernahm Ricco Groß zur Saison 2010/11 seinen ersten Trainerposten als Co-Trainer der deutschen Frauennationalmannschaft an der Seite von Gerald Hönig. Nach ausbleibenden Erfolgen in der olympischen Saison 2013/14 wurde er aus dieser Position entfernt und trainierte in der Saison 2014/15 das IBU-Cup-Team Deutschlands.
Am 22. Juli 2015 gab Groß das Ende seiner Zusammenarbeit mit dem Deutschen Skiverband bekannt. Er wechselte als Cheftrainer der Nationalmannschaft der Männer um Anton Schipulin nach Russland. Unter seiner Leitung wurde die russische Mannschaft 2017 Staffelweltmeister und gewann in der gleichen Saison den Staffel-Weltcup. Groß’ Arbeit stand unter dem Einfluss der Doping-Enthüllungen des McLaren-Reports, aufgrund derer an den Olympischen Winterspielen 2018 nur ein Rumpfteam unter neutraler Flagge teilnehmen durfte. Später wurden auch aus seiner Zeit als Cheftrainer Vorwürfe gegen russische Athleten bekannt.
Nach den Winterspielen wurde Ricco Groß zur Saison 2018/19 Trainer der österreichischen Männernationalmannschaft. Nach den Olympischen Winterspielen 2022, bei denen Österreich zum ersten Mal seit 2006 ohne Medaille blieb, verlängerte der ÖSV den Vertrag mit Groß nicht mehr.
Im Mai 2022 wurde Groß als neuer Cheftrainer der slowenischen A-Nationalmannschaft, die Männer und Frauen gemeinsam umfasst, vorgestellt. Seine Assistenztrainer waren bei den Männern der bisherige Cheftrainer Janez Marič und bei den Frauen Boštjan Klavžar. Nach der Saison 2023/24 wurde der Vertrag aus finanziellen Gründen nicht verlängert. Anschließend trat er eine neue Anstellung als Stützpunkttrainer in Lenzerheide an.

## Privates
Groß ist seit 1994 verheiratet und hat drei Söhne, darunter die Biathleten Simon und Marco Groß.

## Sportliche Erfolge
Olympische Winterspiele:
- 1992: 1 × Gold (Staffel), 1 × Silber (Sprint)
- 1994: 1 × Gold (Staffel), 1 × Silber (Sprint)
- 1998: 1 × Gold (Staffel)
- 2002: 1 × Silber (Staffel), 1 × Bronze (Verfolgung)
- 2006: 1 × Gold (Staffel)

Weltmeisterschaften:
- 1991: 1 × Gold (Staffel)
- 1995: 1 × Gold (Staffel), 1 × Bronze (Sprint)
- 1996: 1 × Silber (Staffel)
- 1997: 2 × Gold (Einzel, Staffel)
- 1998: 1 × Silber (Mannschaft)
- 1999: 1 × Gold (Verfolgung), 1 × Silber (Einzel)
- 2000: 1 × Bronze (Staffel)
- 2003: 2 × Gold (Verfolgung, Staffel), 1 × Silber (Sprint), 1 × Bronze (Einzel)
- 2004: 2 × Gold (Verfolgung, Staffel), 1 × Silber (Sprint)
- 2005: 2 × Bronze (Einzel, Mixed-Staffel)
- 2007: 1 × Bronze (Staffel)

Gesamtweltcup:
- 1 × Platz 2 (1997/98)
- 2 × Platz 3 (2002/03, 2003/04)

Disziplinen-Weltcup:
- 1 × Sieger im Einzel-Weltcup (1996/97)

Weltcup-Gesamtbilanz:
| Platzierung                                  | Einzel | Sprint | Verfolgung | Massenstart | Team | Staffel | Gesamt |
| -------------------------------------------- | ------ | ------ | ---------- | ----------- | ---- | ------- | ------ |
| 1. Platz                                     | 3      | 1      | 4          | 1           |      | 24      | 33     |
| 2. Platz                                     | 7      | 10     | 4          |             |      | 11      | 32     |
| 3. Platz                                     | 5      | 7      | 8          | 2           |      | 8       | 30     |
| Top 10                                       | 39     | 53     | 42         | 20          | 1    | 53      | 208    |
| Punkteränge                                  | 55     | 107    | 68         | 32          | 1    | 54      | 317    |
| Starts                                       | 65     | 127    | 74         | 32          | 1    | 55      | 354    |
| Stand: Saisonende 2006/07, Karriereabschluss |        |        |            |             |      |         |        |

### Gesamtweltcup-Platzierungen
| Saison  | Platz | Punkte |
| ------- | ----- | ------ |
| 1990/91 | 7.    | 119    |
| 1991/92 | 32.   | 55     |
| 1992/93 | 12.   | 118    |
| 1993/94 | 6.    | 142    |
| 1994/95 | 8.    | 130    |
| 1995/96 | 7.    | 157    |
| 1996/97 | 4.    | 281    |
| 1997/98 | 2.    | 286    |
| 1998/99 | 4.    | 367    |
| 1999/00 | 8.    | 316    |
| 2000/01 | 9.    | 514    |
| 2001/02 | 7.    | 581    |
| 2002/03 | 3.    | 613    |
| 2003/04 | 3.    | 769    |
| 2004/05 | 6.    | 645    |
| 2005/06 | 8.    | 519    |
| 2006/07 | 26.   | 243    |

## Auszeichnungen
- Bayerischer Sportpreis 2004 Kategorie „Persönlicher Preis des Bayerischen Ministerpräsidenten“
- Sportler des Jahres 2006: 3. Platz mit der Mannschaft
- Wahl zum Winterstar 2006 in der Kategorie „Beste Mannschaft“ (mit der Biathlonstaffel) von den Zuschauern des Bayerischen Rundfunks und den Lesern der Bild-Zeitung.
- Wahl zum Winterstar 2007 in der Kategorie „Ehrenpreis für das Lebenswerk“ von den Zuschauern des Bayerischen Rundfunks und den Lesern der Bild-Zeitung.